# Чатисгар
Чатисгар је савезна држава Индије са површином од 135.194 km² и 20.795.956 становника (стање: 1. јан. 2001). Чатигар је настао 2000. од делова Мадја Прадеша, у којима се говори чатисгари језик. Раџпур је главни град. Име Чатисгар долази од „чатис“ и „гар“. што на хиндсију значи 36 и тврђава, а представљало је 36 принчевских државица из старих времена. Граничи се са Мадја Прадешом на североистоку, Андра Прадешом на југу, Орисом на истоку, Џаркандом на североистоку и Утар Прадешом на северу.

## Географија
Северни део Чатисгара лежи на ивици Индо-гангеске низије. Река Риханд је притока Ганга. Базен Маханди реке је одвојен од Индо-Гангске низије помоћу Сатпура планина и Чота Нагпур висоравни. Средишњи део државе је плодна низија реке Маханди са њеним притокама. Јужни део државе је на висоравни Декан у подручју, где се напаја река Годовари и њена притока Индравати. Шуме покривају 45% државе. Маханди река је једна од највећих река Индије и потиче из Чатисгара. Северни и јужни део државе су брдовити. Средњи део је низија. Клима је типична за централни део Индије.

## Историја
Око 10. века Раџпути су владали у Трипурију близу Џабалпура. Ратанраџа је основао Ратанпур и одатле је владао 6 векова Чатисгаром. Раџпути су себе називали Хајхаја династија. Крајем 16. века постају вазали од Могула. Марате су напале Чатисгар 1741, а 1745. су свргли задњег Раџпута. Чатисгар постаје део царства Марата 1758. Период владавине Марата био је период немира и лоше власти. Војска од Марата је пљачкала подручје. Под једну врсту власти Британаца долазе 1818. Потпуно постаје британски 1854. Први рат за независност избио је 1857, а потакао га је Нарен Синг, Нарен Синг је обешен и постао је мученик и симбол чатисгарског поноса,

## Новији развој
Велика је присутност наоружаних комунистичких побуњеника званих наксалити у јужном и северном делу Чатисгара. Чатисгар је индијска држава која је највише на удару наксалита. 
Септембра 2005. 20 полицајаца је убијено од мине, коју су поставили наксалити, побуњеници, који су се удружили са побуњеницима у Непалу. У фебруару 2006. 55 цивила је убијено од подметања бомби од страме Наксалита. У марту 13 цивила је убијено од подметања мине под џип. У априлу 2006. одсечене су главе тринаесторици талаца, које су изгледа држали Наксалити.

## Економија
Град Корба је место где се производи довољно електричне енергије за неколико индијских држава. Ту се налази и велика фабрика алуминијума. У Чатисгару се налази и велика челичана. А руда гвожђа задовољава и челичану из Чатисгара и неколико других индијских држава. Део рудаче се извози и у Јапан.

### Највећи градови
(Према попису из 2001.)
| Град        | Становника |
| ----------- | ---------- |
| Рајпур      | 605.131    |
| Билај       | 553.837    |
| Корба       | 315.695    |
| Биласпур    | 265.178    |
| Дург        | 231.182    |
| Раџнандгаон | 143.727    |
| Рајгар      | 110.987    |
| Чирмири     | 91.312     |
| Чарода      | 87.170     |